# Anatoli Golovnia
Anatoli Golovnia (en russe : Анатолий Дмитриевич Головня́) est un directeur de la photographie soviétique né le 2 février 1900 à Simferopol et mort le 25 juin 1982 à Moscou.

## Biographie
Sorti de la faculté de la photographie de l'Institut national de la cinématographie en 1926, il y enseigne depuis 1934 et occupe la chaire de professeur depuis 1939.
On lui remets un Lion d'or pour la carrière à la Mostra de Venise en 1972.
Mort à Moscou, l'artiste est enterrée au cimetière Donskoï.

## Filmographie
- 1925 : Kirpitchiki
- 1925 : La Fièvre des échecs (Chakhmatnaïa goriachka)
- 1926 : La Mère (Mat)
- 1926 : La Mécanique du cerveau (Mekhanikha golovnogo mozga)
- 1927 : Garçon de restaurant (Tchelovek iz restorana)
- 1927 : La Fin de Saint-Petersbourg (Konets Sankt-Peterburga)
- 1928 : Tempête sur l'Asie (Potomok Tchingis-Khana)
- 1929 : Le Cadavre vivant (Zhivoy trup)
- 1933 : Le Déserteur (Dezertir)
- 1938 : La Victoire (Pobeda)
- 1939 : Minine et Pojarski
- 1941 : Souvorov (Суворов) de Vsevolod Poudovkine
- 1941 : Boïevoï kinosbornik 6
- 1942 : Outchinari Jani d'Isidore Annenski et Vladimir Petrov
- 1946 : Amiral Nakhimov (Admiral Nakhimov) de Vsevolod Poudovkine
- 1950 : Joukovski (Joukovski) de Vsevolod Poudovkine et Dmitri Vassiliev

## Distinctions
- Prix Staline (1947, 1951) pour les films Amiral Nakhimov (1946) et Joukovski (1950)
- Héros du travail socialiste (1980)
- Ordre de Lénine
- Ordre du Drapeau rouge du Travail
- Ordre de l'Insigne d'honneur